# فرودگاه پیکویتونی
فرودگاه پیکویتونی (به انگلیسی: Pikwitonei Airport) یک فرودگاه همگانی باربری با کد یاتا PIW است که یک باند فرود صخره (زمین‌شناسی) دارد و طول باند آن ۶۶۸ متر است. این فرودگاه در کشور کانادا قرار دارد و در ارتفاع ۱۹۴ متری از سطح دریا واقع شده است.